# Dadonville
Dadonville ist eine französische Gemeinde mit 2363 Einwohnern (Stand: 1. Januar 2022) im Département Loiret in der Region Centre-Val de Loire. Die Gemeinde gehört zum Arrondissement Pithiviers und zum Kanton Pithiviers. Die Einwohner werden Dadonvillois genannt.

## Geographie
Dadonville liegt etwa 38 Kilometer nordöstlich von Orléans. Der Fluss Essonne begrenzt die Gemeinde im Norden. Umgeben wird Dadonville von den Nachbargemeinden Bondaroy im Norden, Estouy im Nordosten, Yèvre-la-Ville im Osten, Bouilly-en-Gâtinais im Süden und Südosten, Ascoux im Süden, Pithiviers-le-Vieil im Westen sowie Pithiviers im Nordwesten.

## Bevölkerungsentwicklung
| 1962 | 1968 | 1975 | 1982 | 1990 | 1999 | 2006 | 2018 |
| ---- | ---- | ---- | ---- | ---- | ---- | ---- | ---- |
| 613  | 735  | 854  | 1249 | 1715 | 1873 | 2000 | 2424 |

## Sehenswürdigkeiten
- Kirche Saint-Denis aus dem 14. Jahrhundert, Monument historique
- Schloss Denainvilliers, im 17. Jahrhundert errichtet, Monument historique seit 1969/1988

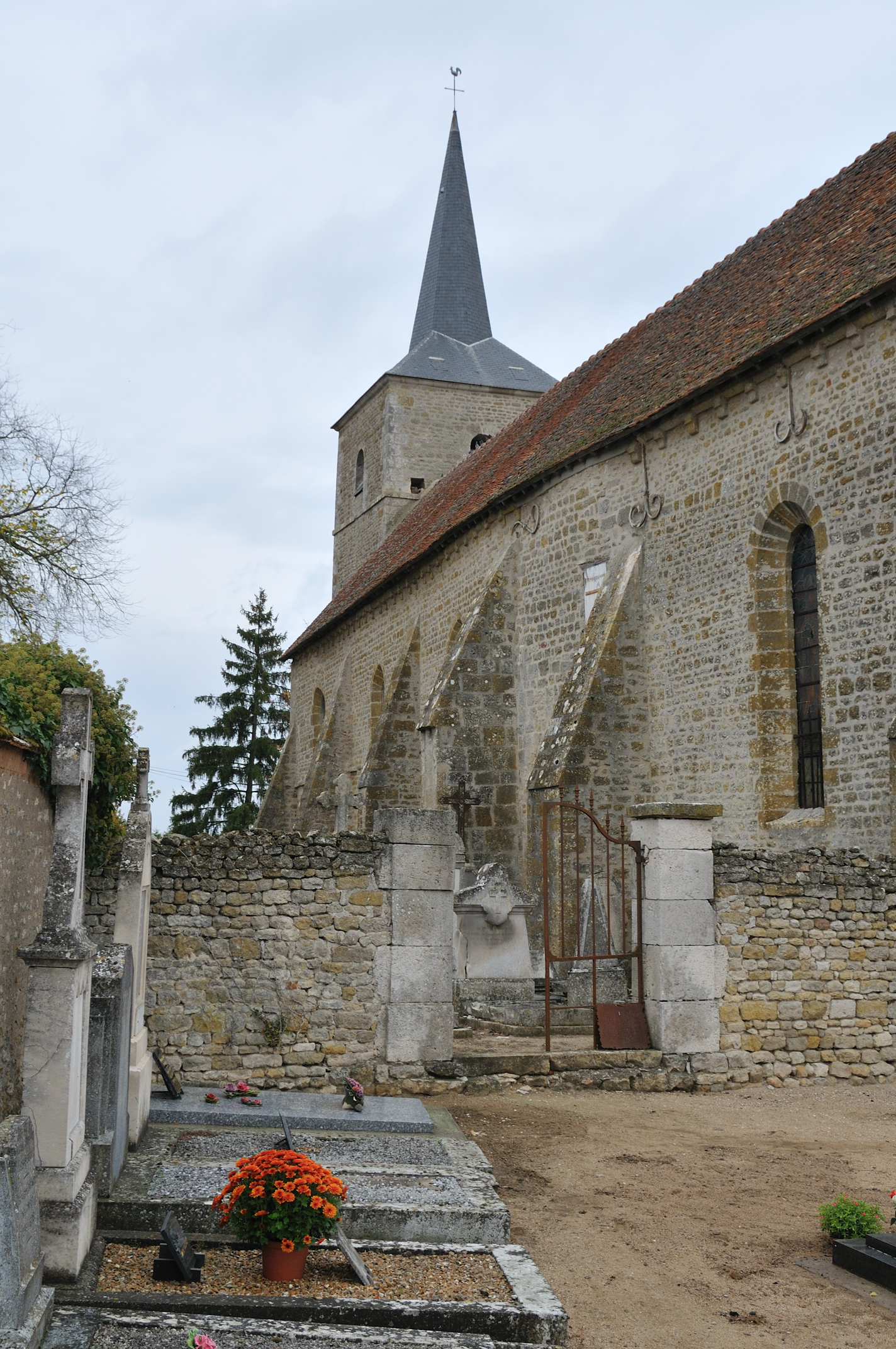
Kirche Saint-Denis

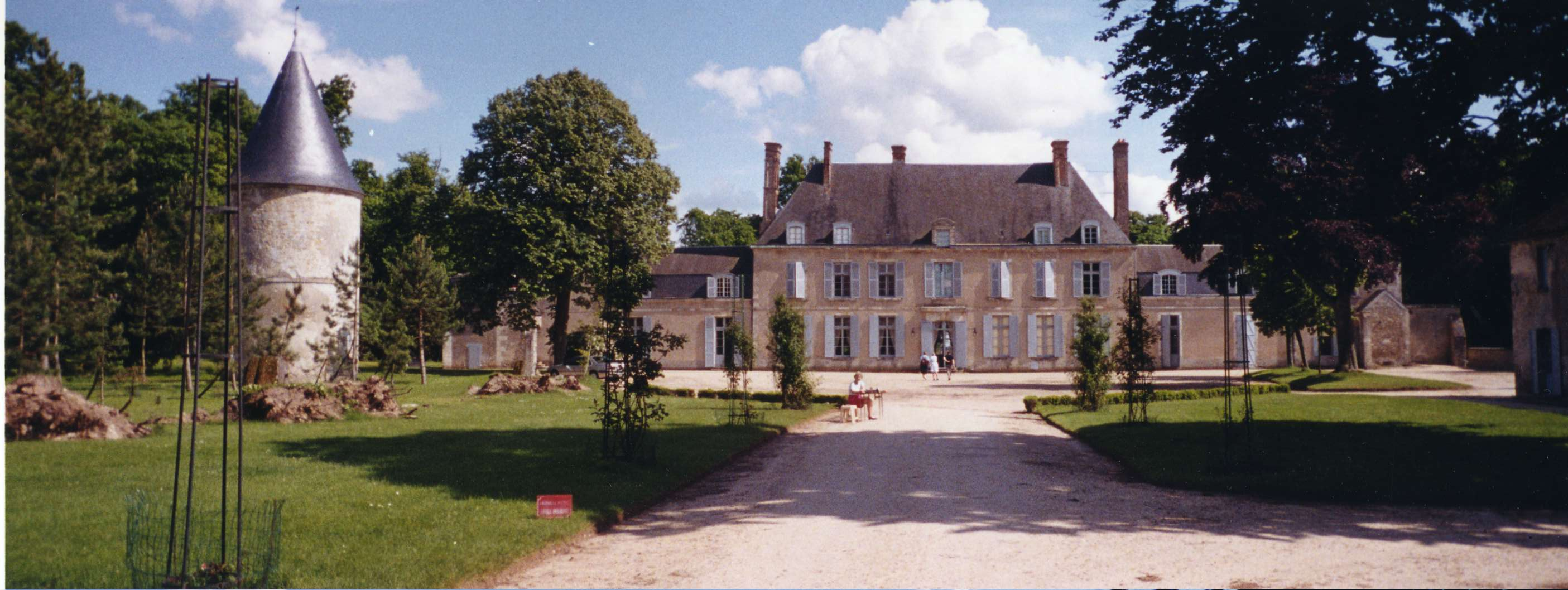
Schloss Denainvilliers